# Baptistère Saint-Jean de Florence
Pour les articles homonymes, voir Baptistère Saint-Jean.
Le baptistère Saint-Jean-Baptiste, à Florence, est situé face à la cathédrale Santa Maria del Fiore. Dédié au saint patron de la ville de Florence, le baptistère a été élevé au rang de basilique mineure.
Il s'inscrit actuellement entre la piazza del Duomo et la piazza San Giovanni, entre la cathédrale et le palais épiscopal, dans le centre religieux de la ville. La façade principale du bâtiment octogonal est orientée à l'est, vers la cathédrale, tandis que l'abside est orientée à l'ouest.
Initialement, le baptistère était situé à l'extérieur des murs, mais se trouvait inclus, avec la cathédrale, dans les murs dits du « quatrième cercle », construits par Mathilde de Canossa. Le baptistère florentin était le lieu consacré tout à la fois à l'investiture des chevaliers, aux serments solennels et aux célébrations en l'honneur de saint Jean-Baptiste, comprenant le don d'étoffes précieuses (les palii) par les magistrats de la municipalité lors de la fête du saint patron, le 24 juin.
Le baptistère, construit entre 1059 et 1128 dans le style roman florentin, dont l'influence a été décisive pour le développement ultérieur de l'architecture italienne, car il est à la base à partir de laquelle d'éminents architectes comme Francesco Talenti, Leon Battista Alberti ou Filippo Brunelleschi ont créé l'architecture de la Renaissance.
Le baptistère est réputé pour ses trois portails en bronze sculptés : la porte sud est l'œuvre d'Andrea Pisano, tandis que les portes nord et est (celle-ci surnommée « Porte du Paradis ») sont dues à Lorenzo Ghiberti.
Le poète Dante Alighieri et de nombreuses autres figures de la Renaissance, parmi lesquelles des membres de la famille Médicis, ont été baptisés en ce lieu.
Le bâtiment abrite la tombe monumentale de l'antipape Jean XXIII, par Donatello.

## Histoire

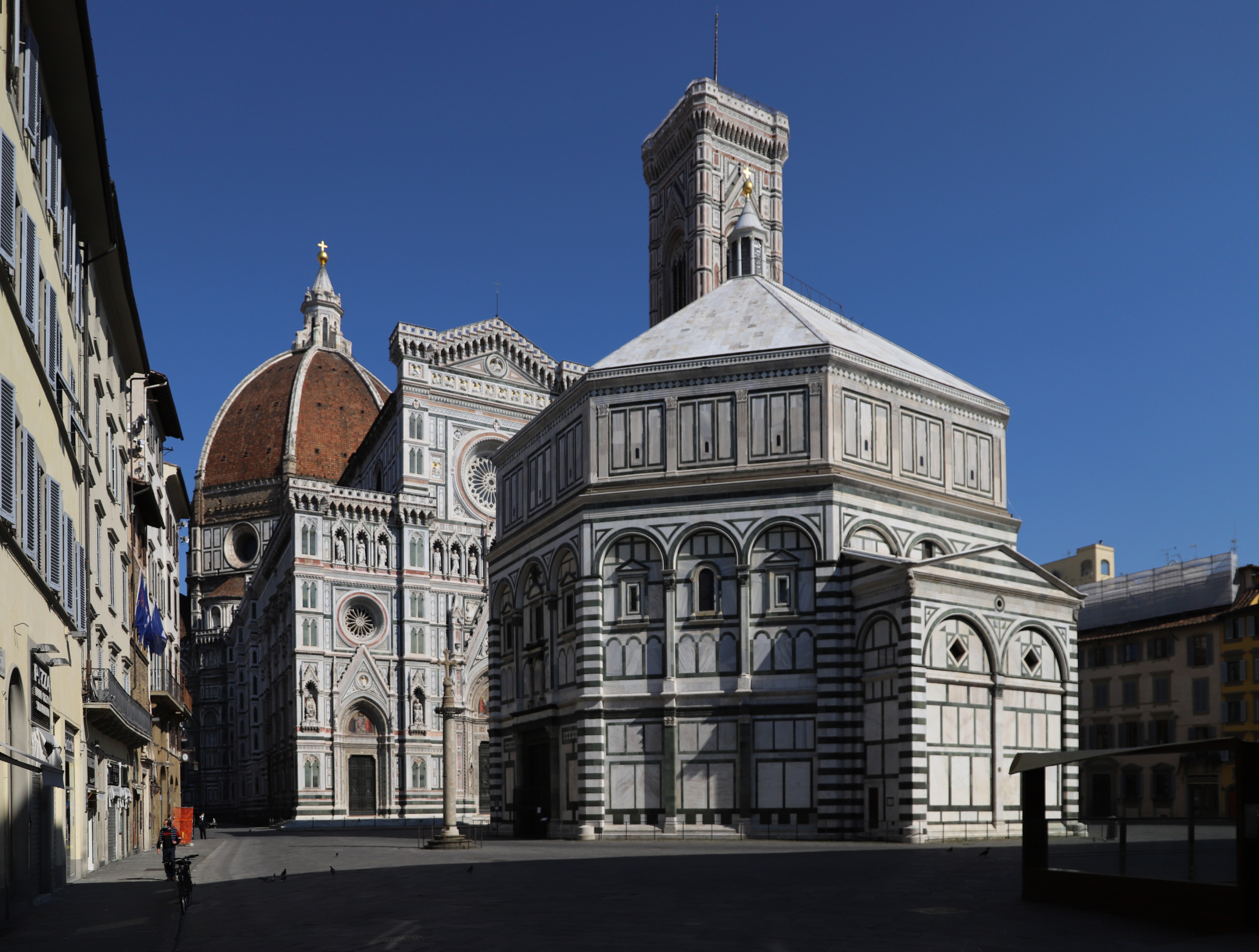
Le baptistère vu du nord-ouest, avec son abside, devant la cathédrale et le campanile de Giotto.

Le baptistère est bâti sur d'anciennes constructions romaines du Ier siècle (peut-être un temple de Mars), mais sa construction initiale, qui remonte au IVe siècle, en fait un des plus vieux bâtiments de la ville : la première basilique fut consacrée en 393. Ce n'est pas encore un baptistère et elle deviendra cathédrale au IXe siècle.
Rebâti sur un plan octogonal, revêtu extérieurement de marbre blanc et coiffé d'une toiture pyramidale, il est reconnu comme un bel exemple d'architecture romane de Toscane. Son abside rectangulaire, la Scarsella (la bourse ou l'escarcelle) est ajoutée au XIIIe siècle. Son rôle de baptistère est attesté dès 1128.
Les fonts baptismaux de 1371 et le tombeau de l'antipape Jean XXIII mort en 1419, ont été réalisés par Donatello.

## Description

### Intérieur
Le sol du baptistère est carrelé, tandis que la coupole et les parois sont couvertes de mosaïques dans le style byzantin.
Le plafond pyramidal, commencé au XIIIe siècle et achevé au XIVe siècle, comporte un Christ du Jugement dernier monumental et des panneaux des épisodes de l'Ancien et du Nouveau Testament, ainsi que de la vie de Jean le Baptiste. De nombreux artistes s'y sont succédé, de Gaddo Gaddi jusqu'à Cimabue.

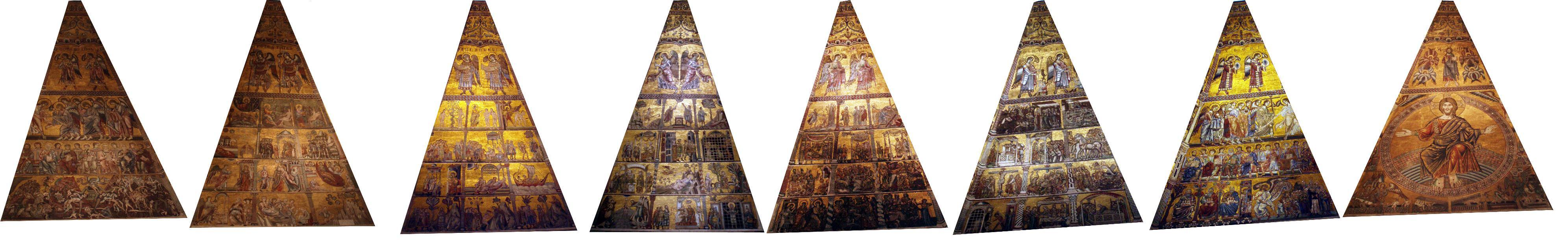
Image composite des huit faces du dôme, dans le sens inverse des aiguilles d'une montre.

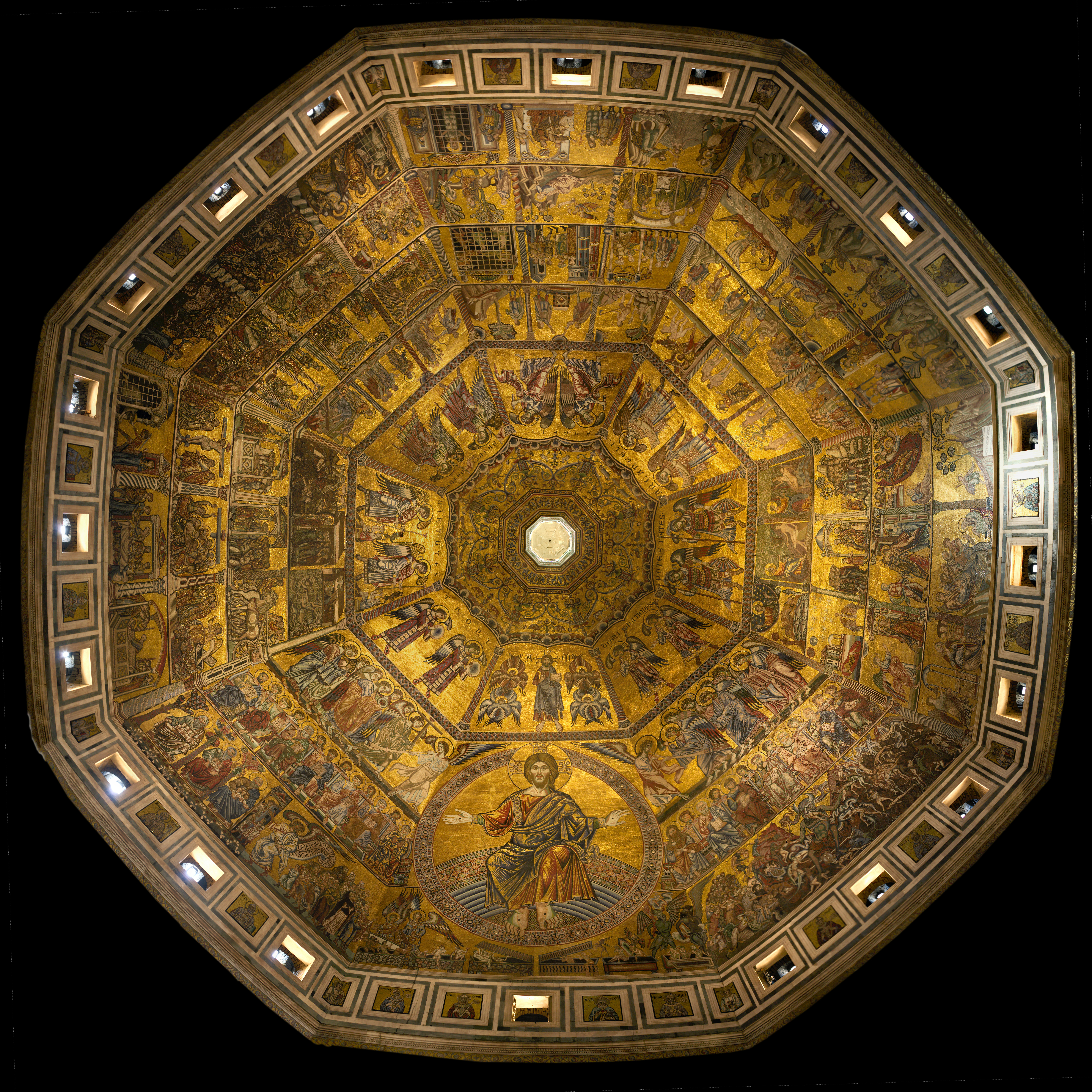
Vue complète de la mosaïque.

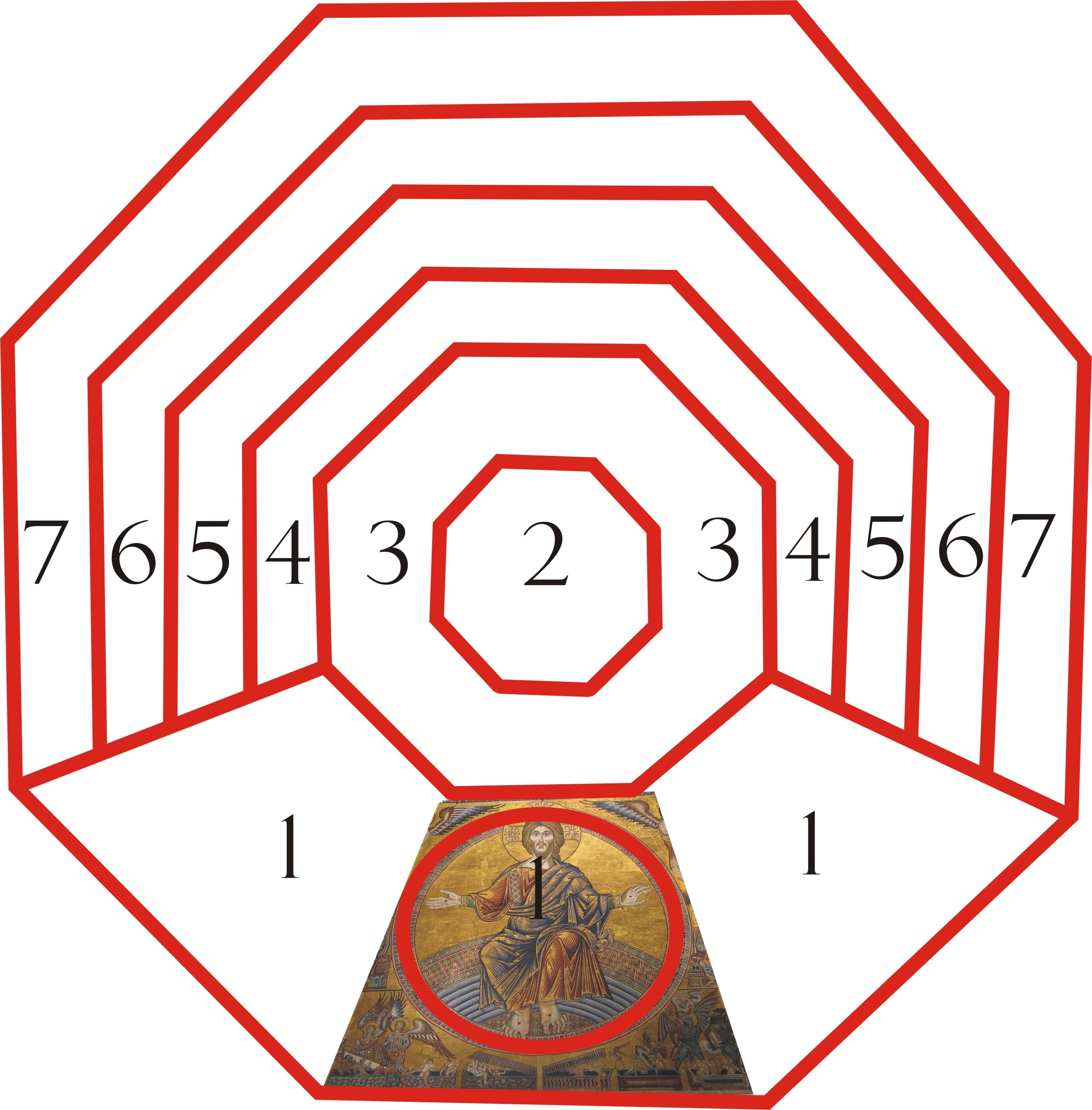
1. Le Jugement dernier ; 2. Zone décorée autour de la lanterne ; 3. Chœurs des anges et du Créateur ; 4. Histoires de la Genèse ; 5. La vie de Joseph ; 6. La vie de Jésus ; 7. La vie de Jean-Baptiste.

Mosaïques de la coupole
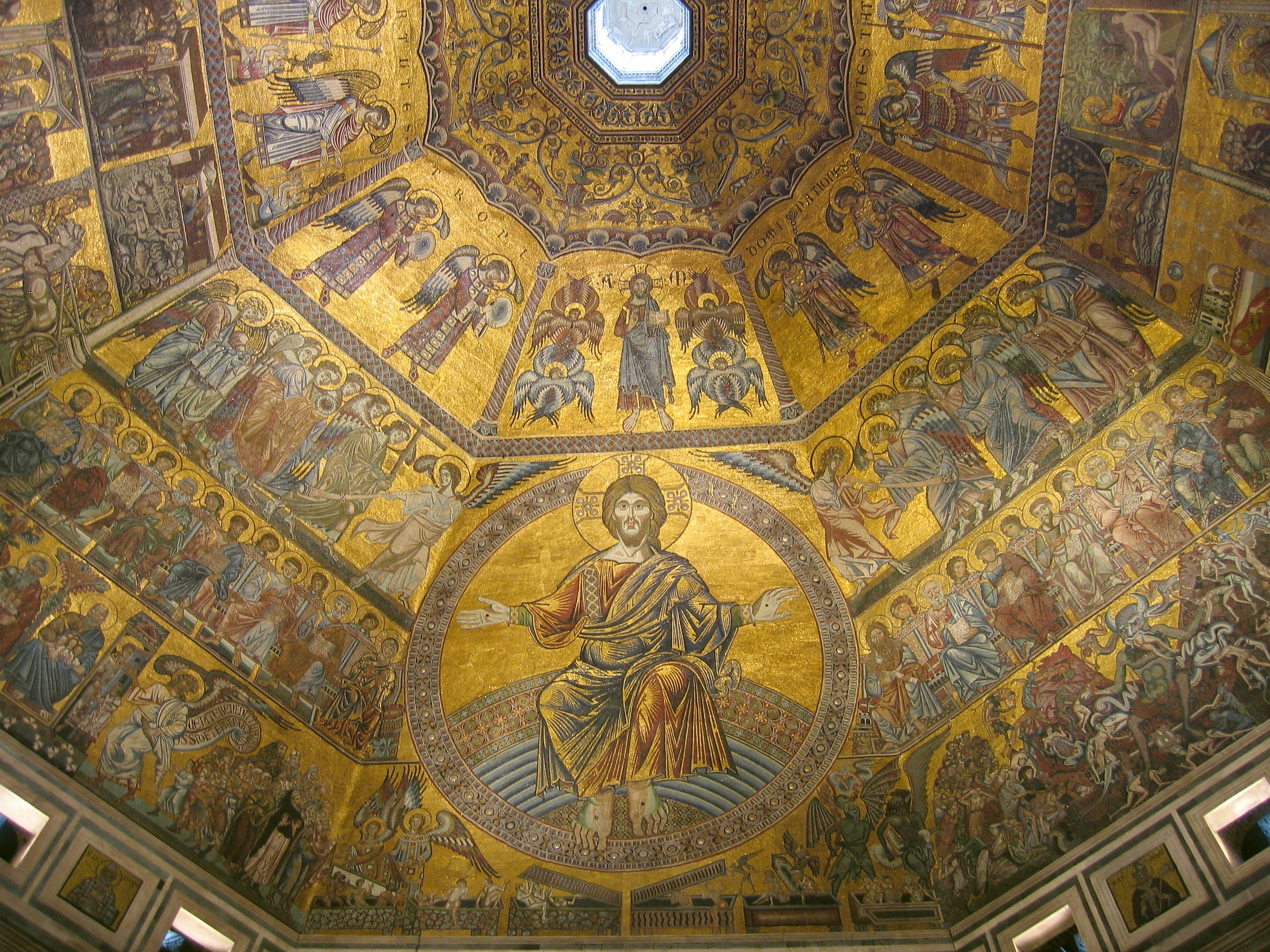
Jugement dernier.
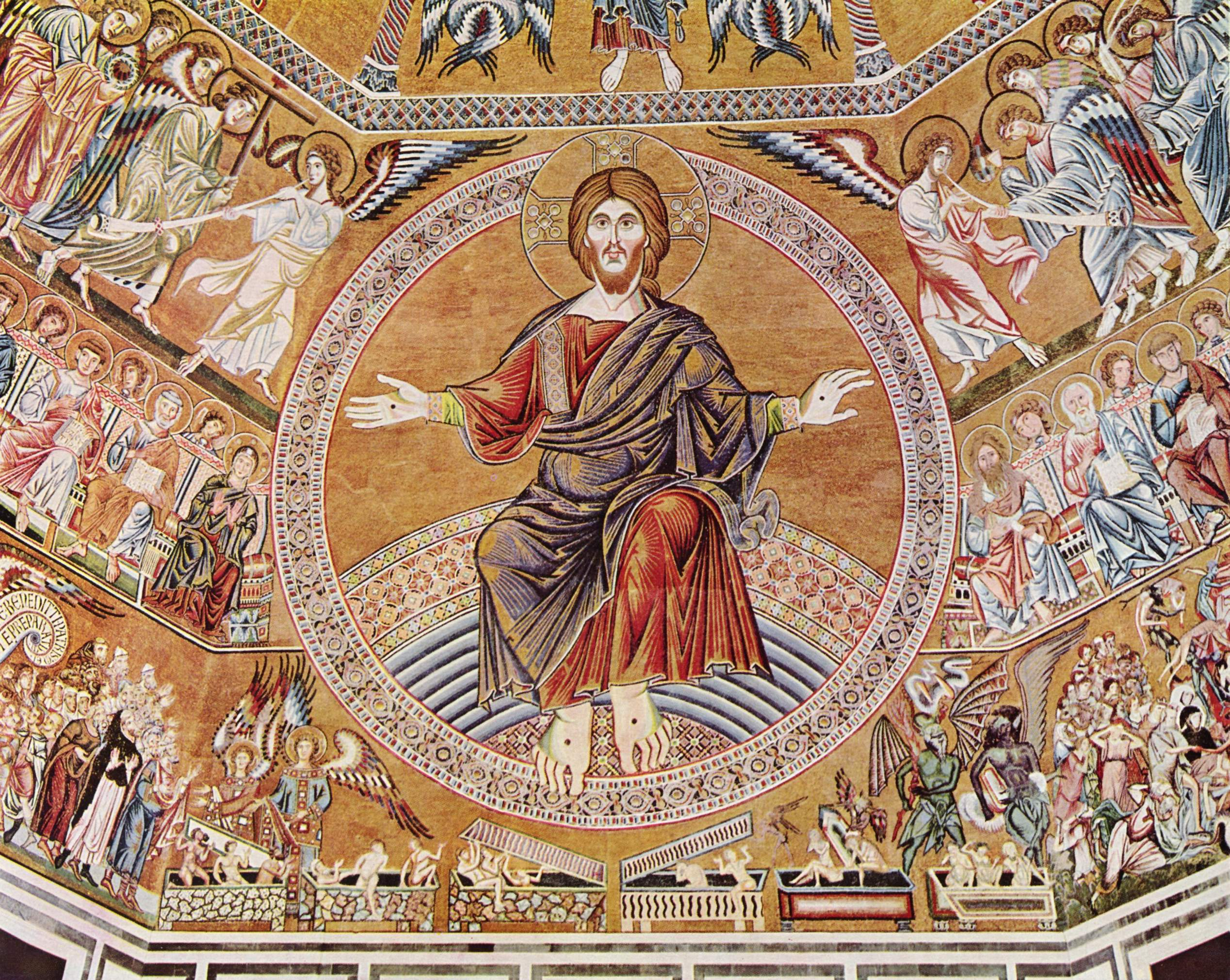
Christ Pantocrator et Jugement dernier
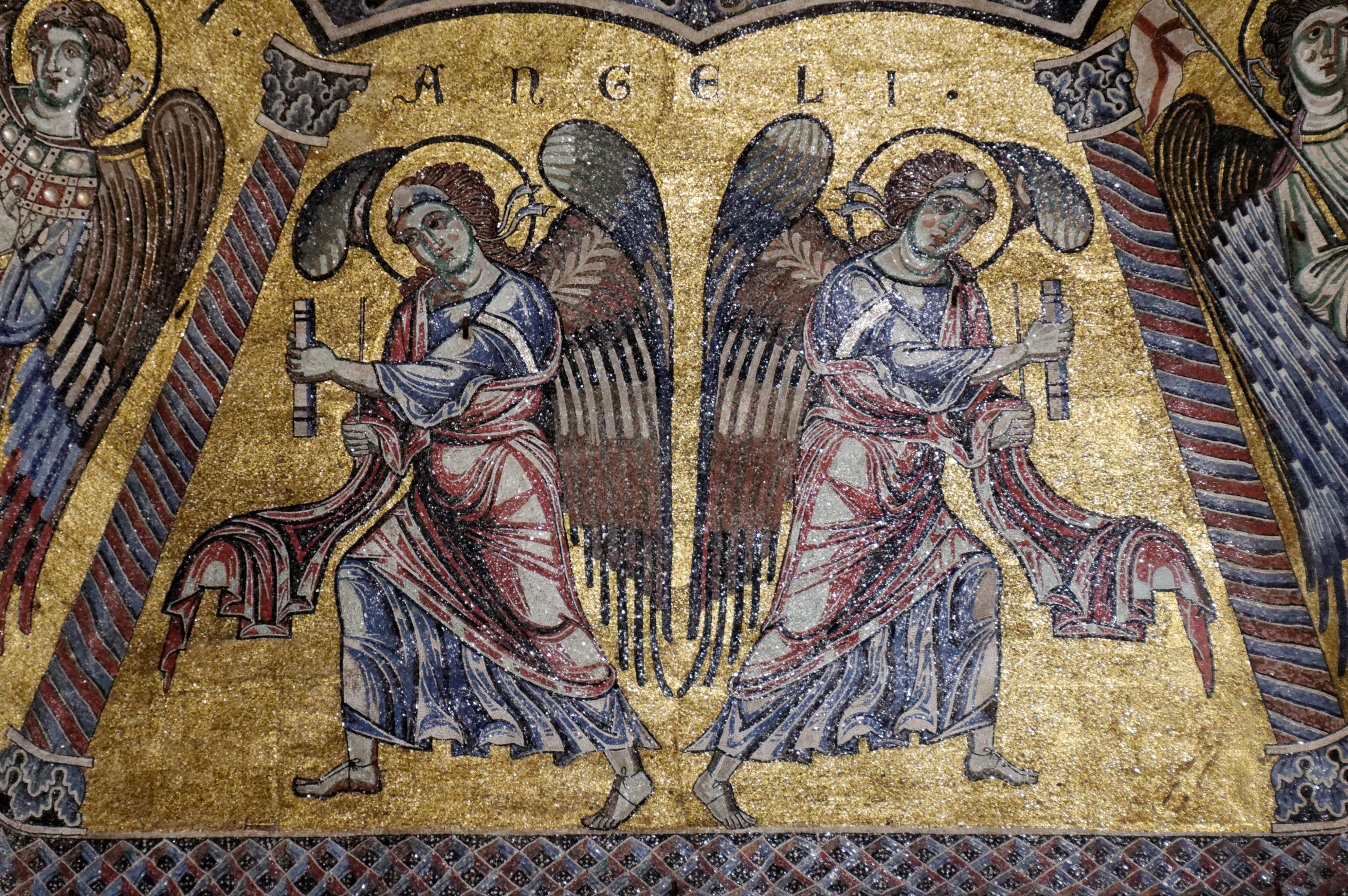
Anges

### Extérieur
Le baptistère est particulièrement connu pour ses trois portails ou portes de bronze à deux vantaux, réalisés à des époques différentes et ornés de bas-reliefs, désormais conservés au Museo dell'Opera del Duomo et remplacés in situ par des copies.
Les portes du sud sont réalisées entre 1330 et 1338 sous la conduite d'Andrea Pisano, associé à différents artisans qu'il a fait venir  de Venise.

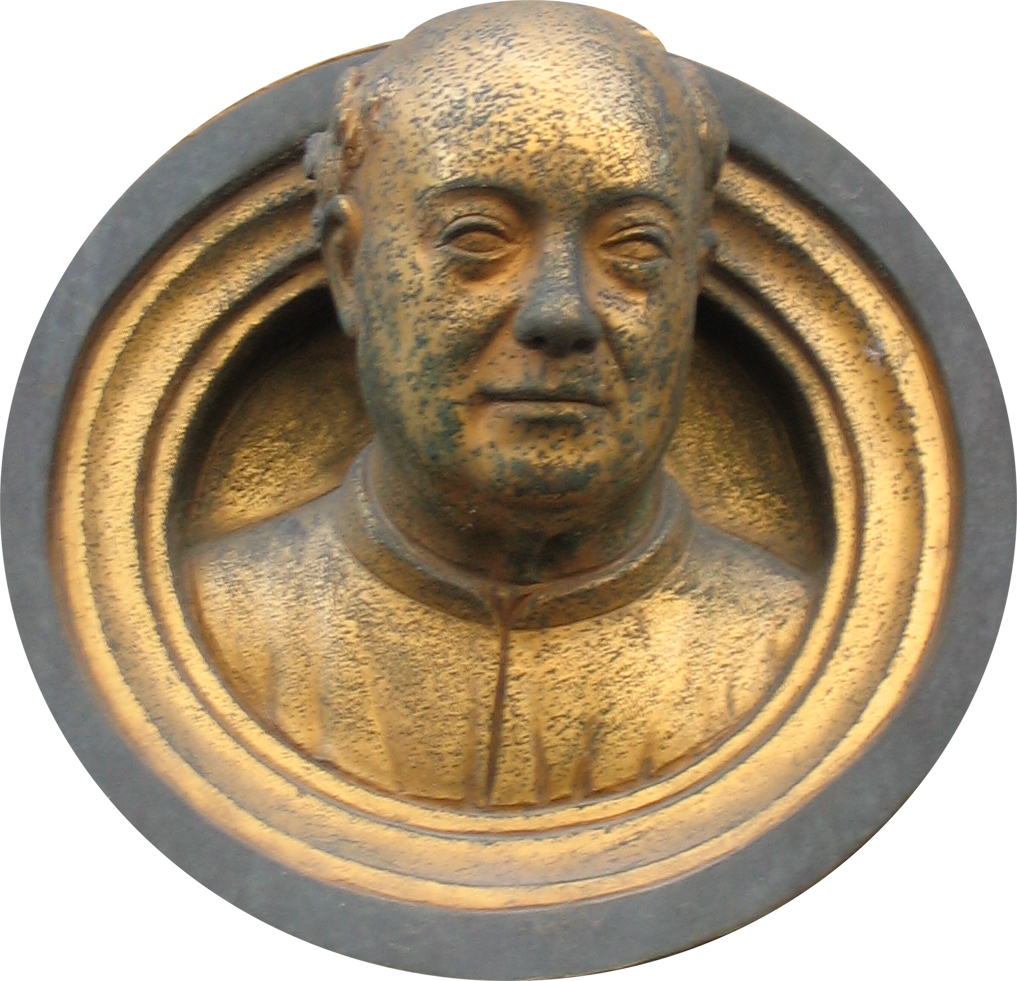
Lorenzo Ghiberti

Soixante ans plus tard, en 1401, Lorenzo Ghiberti, qui, âgé d'à peine 23 ans, a fait sa formation chez les orfèvres et qui est alors totalement inconnu, remporte le concours pour la réalisation des portes nord, de justesse devant Filippo Brunelleschi. Le chantier va durer vingt-cinq ans.
En 1425, alors que les portes sud viennent d'être installées, on confie à nouveau à Ghiberti la supervision des portes est, qui font directement face au Dôme. Ornée également de bas-reliefs, mais selon une organisation différente de celle des deux portes précédentes (10 subdivisions au lieu de 28), elles s'en distinguent également par le fait qu'elles sont recouvertes d'une pellicule d'or. Leur réalisation nécessite à nouveau vingt-cinq ans (fin des travaux : 1452) et la collaboration de plusieurs artistes, dont Donatello. Elle aura un impact retentissant sur plusieurs générations d'artistes, notamment, un siècle plus tard, Michel-Ange, qui la surnommera Porte du Paradis. Les principes de la perspective conique (élaborée vers 1425 par Brunelleschi et le peintre Masaccio) y sont nettement perceptibles.
Structure des trois portes
|  |  |  |

#### La porte sud (1330-1338), par Andrea Pisano

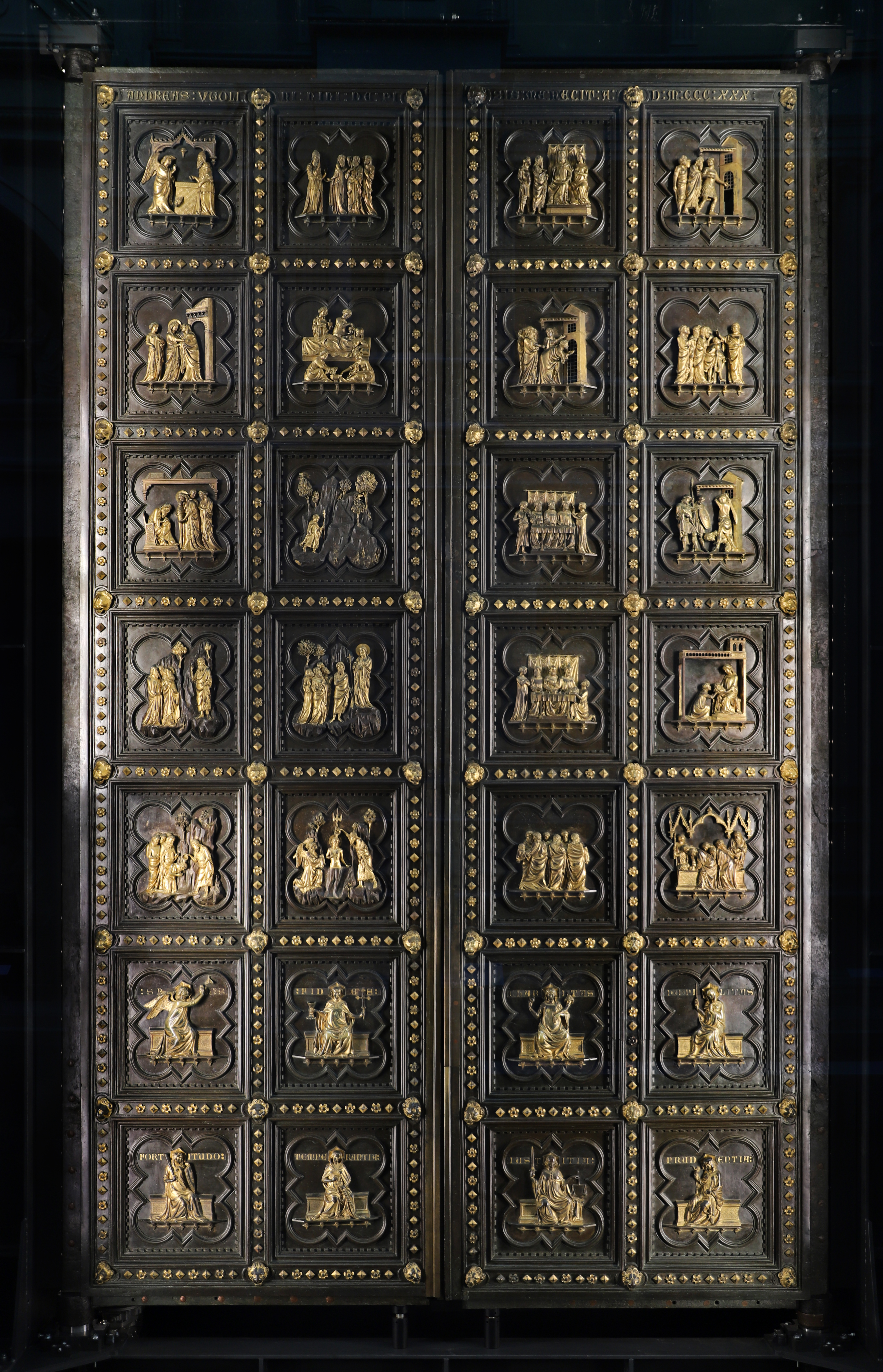
Portail sud, par Andrea Pisano.

Recommandé par Giotto, Andrea Pisano se voit confier la conception de la première porte en 1329. Ce portail a été initialement installé du côté est, face au Duomo, puis a été transféré à son emplacement actuel, au sud, en 1452. La coulée de bronze et la dorure ont été réalisées par le vénitien Leonardo d'Avanzo, largement reconnu comme l'un des meilleurs fondeurs de bronze d'Europe. Cela a pris six ans, la porte étant achevée en 1336. Ce portail proto-Renaissance se compose de 28 panneaux quadrilobés répartis sur les deux vantaux. Les vingt panneaux supérieurs représentent des scènes de la vie de saint Jean-Baptiste, tandis que les huit panneaux inférieurs représentent les huit vertus : l'espérance, la foi, la charité, l'humilité, le courage, la tempérance, la justice et la prudence. Les reliefs de l'encadrement ont été ajoutés par Lorenzo Ghiberti en 1452. Une inscription latine au-dessus de la porte : Andreas Ugolini Nini de Pisis me fecit AD MCCCXXX (« Andrea Pisano m'a fait en 1330 »).
Le groupe de statues en bronze au-dessus de la porte représente la décapitation de saint Jean-Baptiste. Il est l'œuvre de Vincenzo Danti (1571).

Détails de la porte sud, d'Andrea Pisano
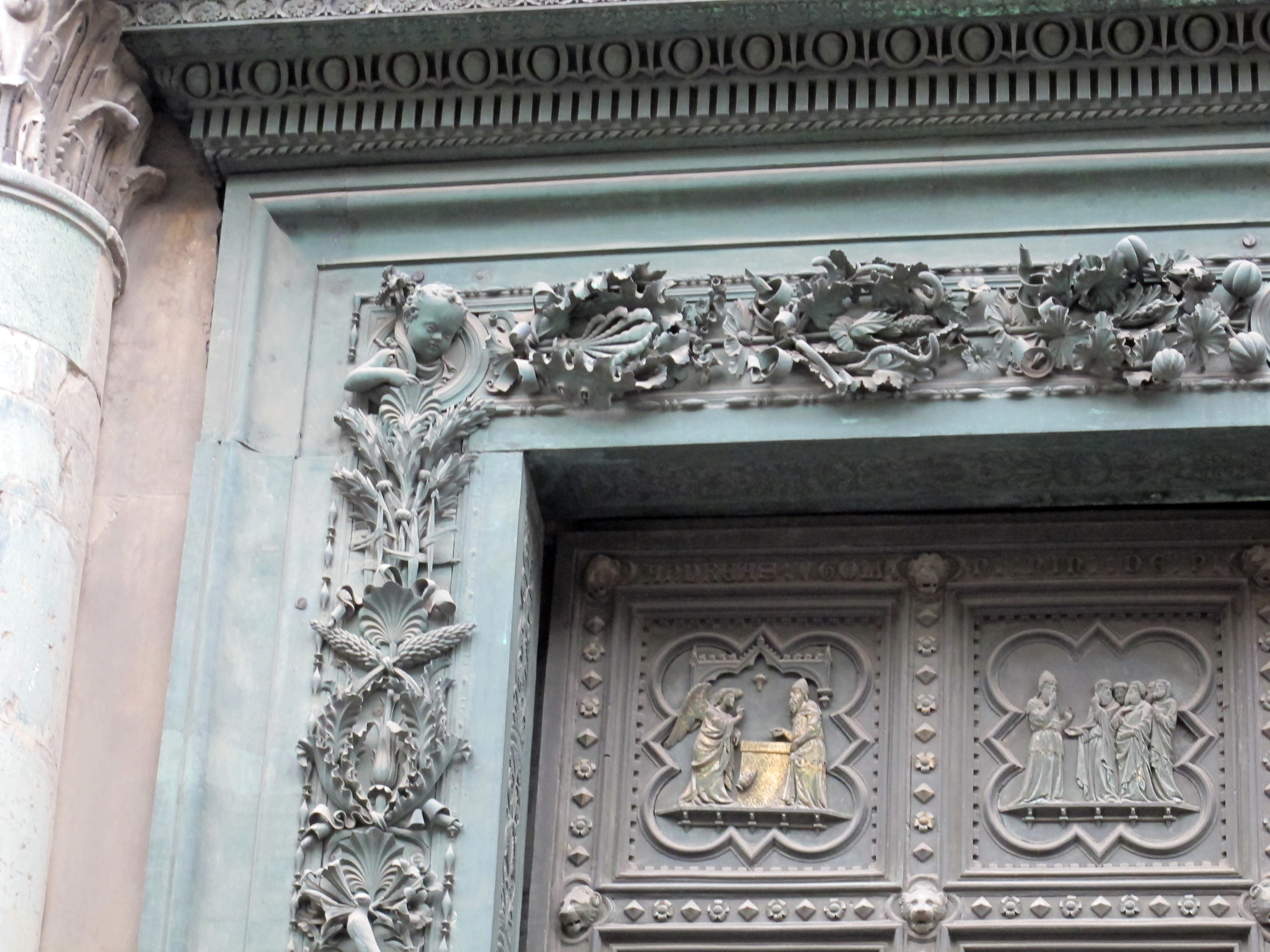
L'Annonce de l'ange à Zacharie ; Zacharie rendu muet, par Pisano. Encadrement, par Ghiberti.
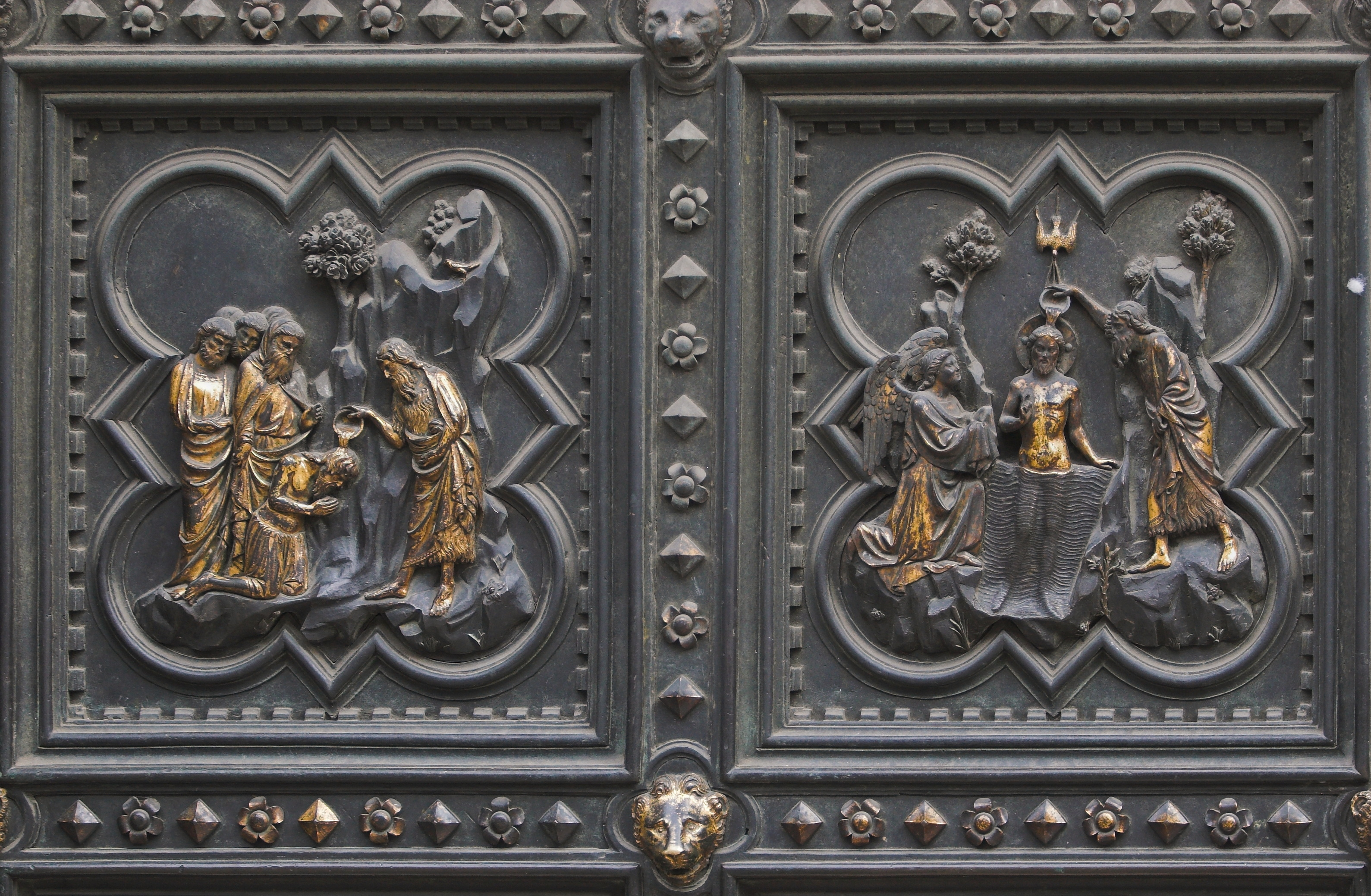
À droite, le baptême du Christ ; à gauche, le baptême des disciples.
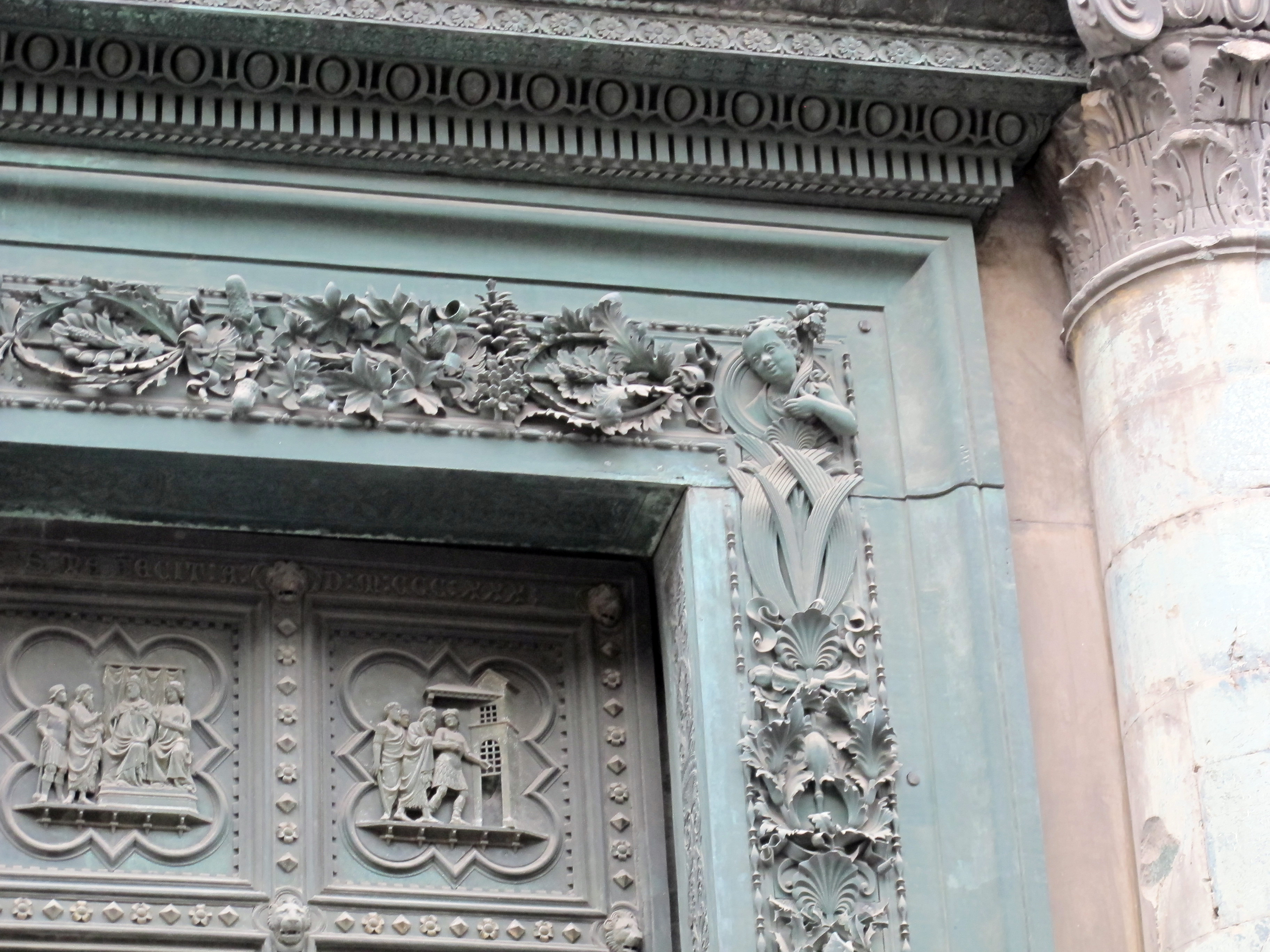
Jean critique Hérode Antipas ; L'Incarcération de Jean, par Pisano. Encadrement, par Ghiberti.

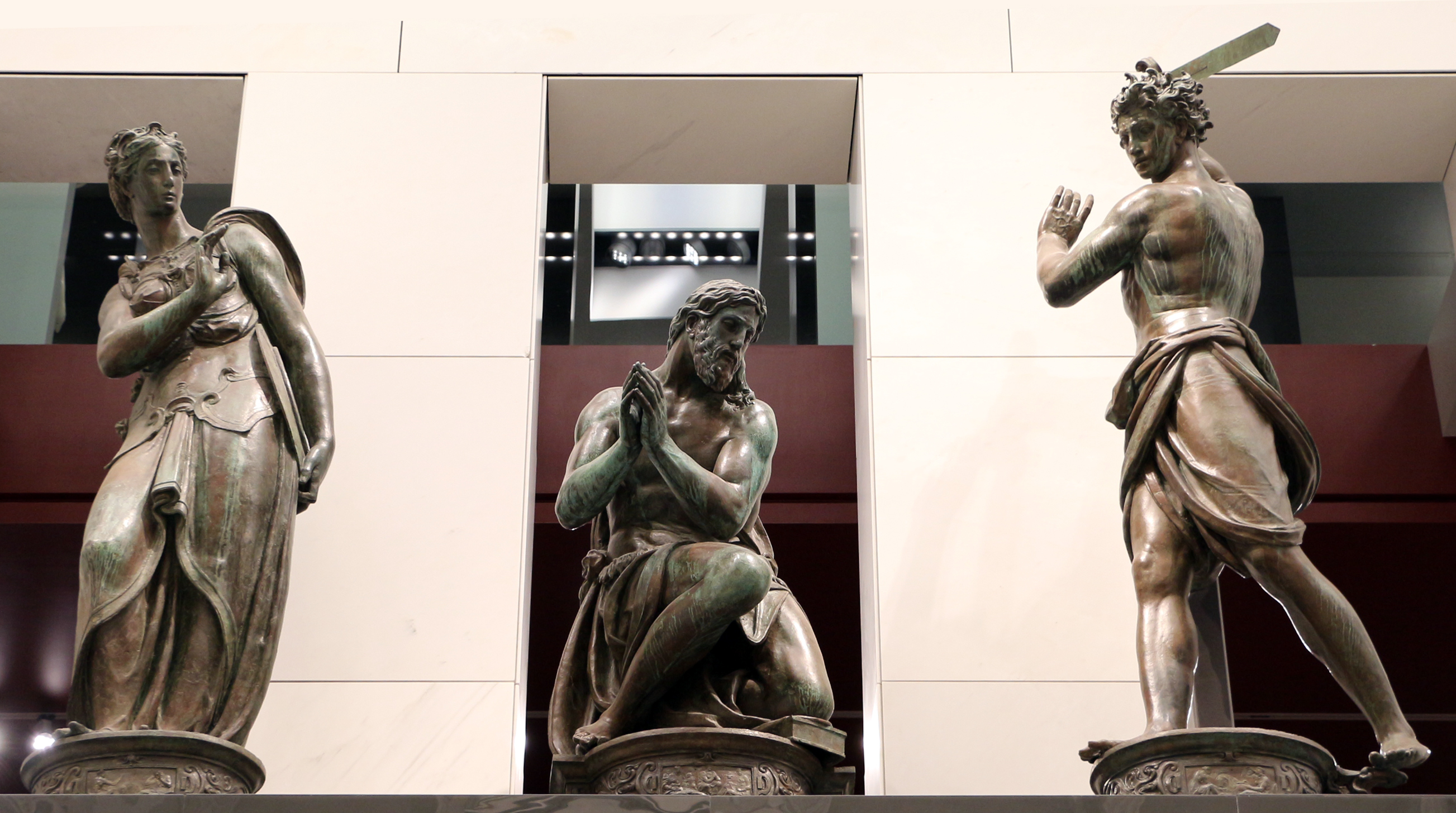
Décollation de Jean-Baptiste, par Vincenzo Danti.

#### La porte nord (1401-1425), par Lorenzo Ghiberti

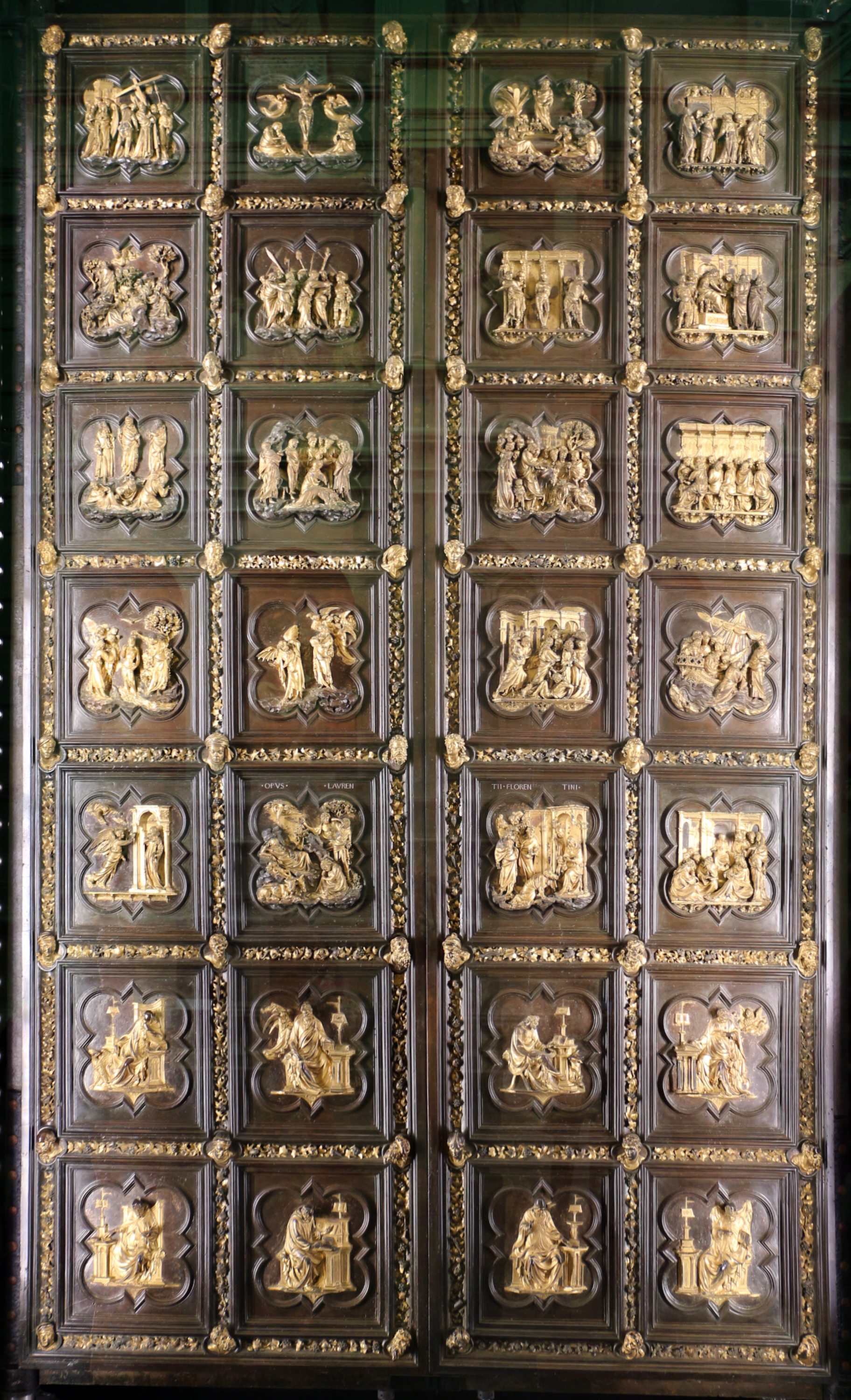
La porte nord, par Lorenzo Ghiberti (1403-1424).

En 1401, un concours est lancé par l’Arte di Calimala (guilde des importateurs de tissu) pour la conception d'un portail destiné au côté est du baptistère, qui fut par la suite déplacé vers le côté nord du bâtiment, après l'achèvement par Ghiberti de sa deuxième commande, connue sous le nom de porte du paradis.
Cette porte nord devait être une offrande votive de la ville de Florence pour avoir été relativement épargnée par des fléaux récents comme la peste noire de 1348. De nombreux artistes concourent pour cette commande et un jury sélectionne sept demi-finalistes, dont Lorenzo Ghiberti, Filippo Brunelleschi, Donatello et Jacopo della Quercia, Ghiberti, âgé de 21 ans, remportant finalement la commande. Au moment du choix, seuls Ghiberti et Brunelleschi restaient en lice : les juges ne parvenant pas à se décider, les deux finalistes furent chargés de collaborer à l'œuvre. La fierté de Brunelleschi fit qu'il ne supporta pas cette coopération, préférant se rendre à Rome pour étudier l'architecture et laissant Ghiberti travailler seul sur la porte. Dans son autobiographie, Ghiberti affirmait cependant l'avoir emporté « sans aucune voix dissidente ». Les dessins originaux du Sacrifice d'Isaac par Ghiberti et Brunelleschi sont exposés au musée du Bargello.
Il ne fallut pas moins de vingt-et-un ans à Ghiberti pour achever cette porte nord. Le portail en bronze doré se compose de 28 panneaux quadrilobés, dont vingt représentent la vie du Christ, tirée du Nouveau Testament. Les huit panneaux inférieurs montrent les quatre évangélistes et les Pères de l'Église : saint Ambroise, saint Jérôme, saint Grégoire et saint Augustin. L'ensemble est entouré d'un encadrement de feuillages et de bustes de prophètes et de sibylles aux intersections des panneaux.
Au-dessus de la porte nord se trouve le groupe du Sermon de Jean-Baptiste par Giovanni Francesco Rustici (1506-1511), apprécié pour sa douceur et ses effets de clair-obscur, dans la ligne de son maître Léonard de Vinci.
Sur la fenêtre centrale se trouve l'emblème de l’Arte di Calimala :  l'aigle tenant une balle de marchandises dans ses serres.

Détails de la porte nord de Ghiberti
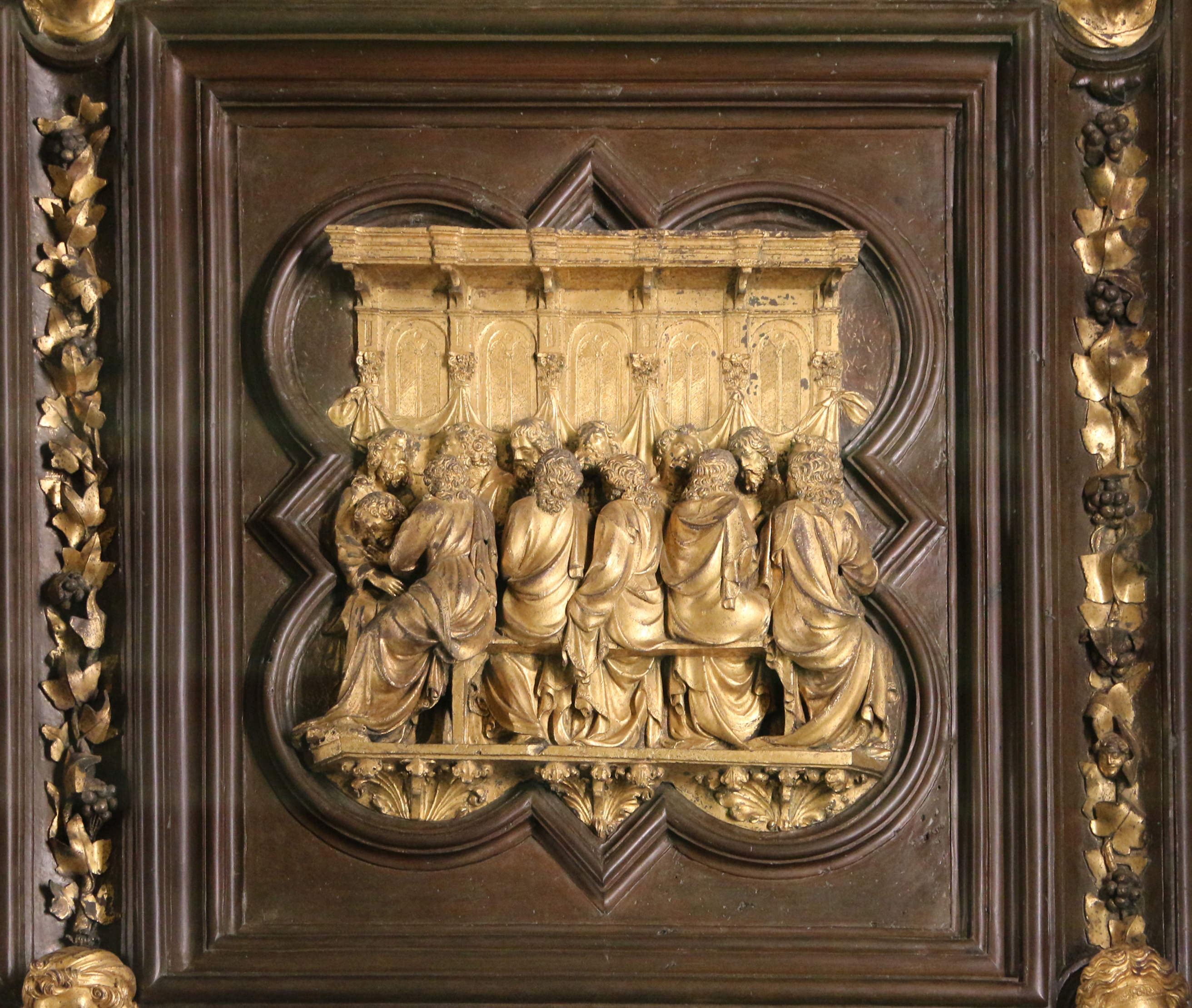
La Cène
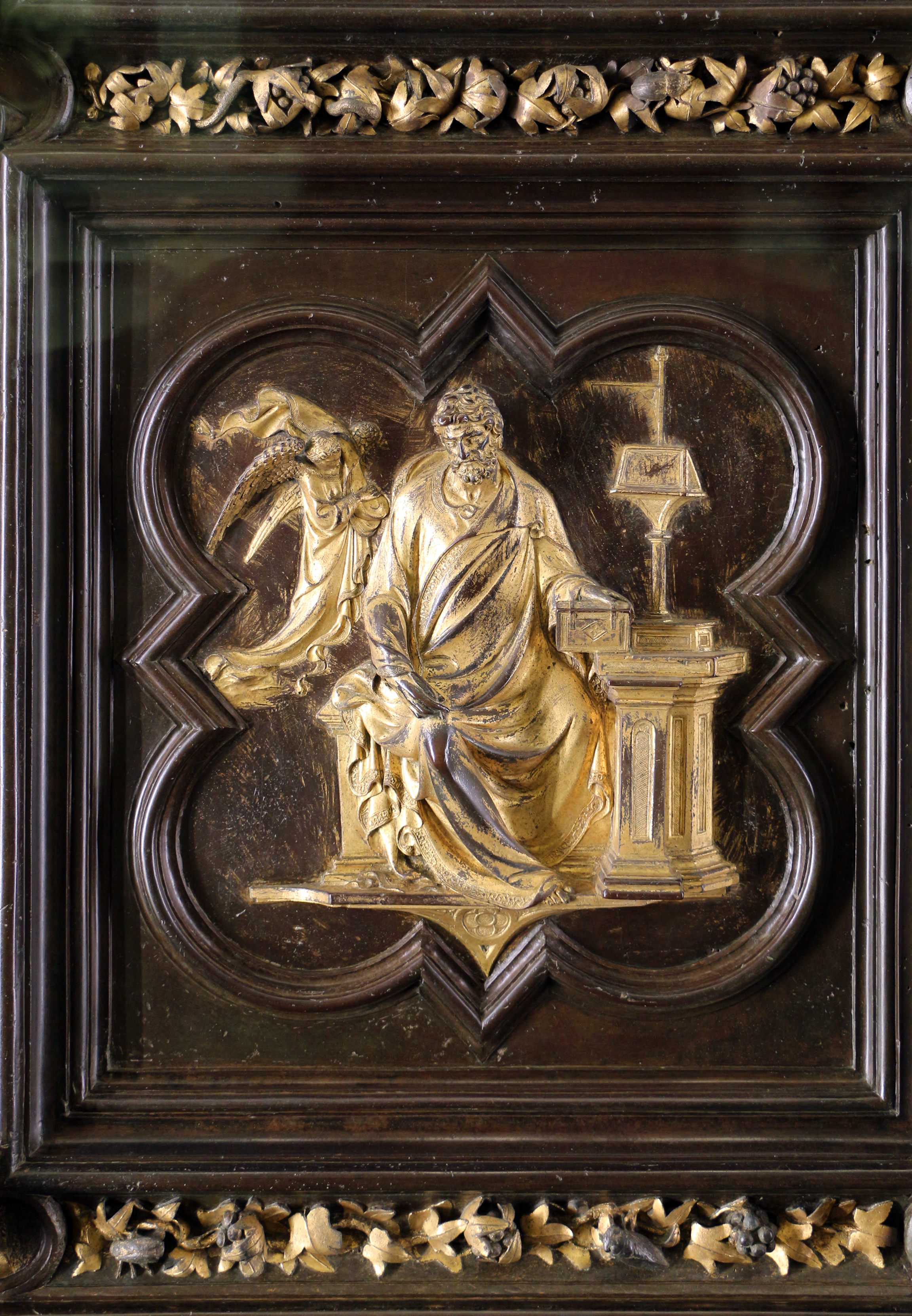
Saint Matthieu
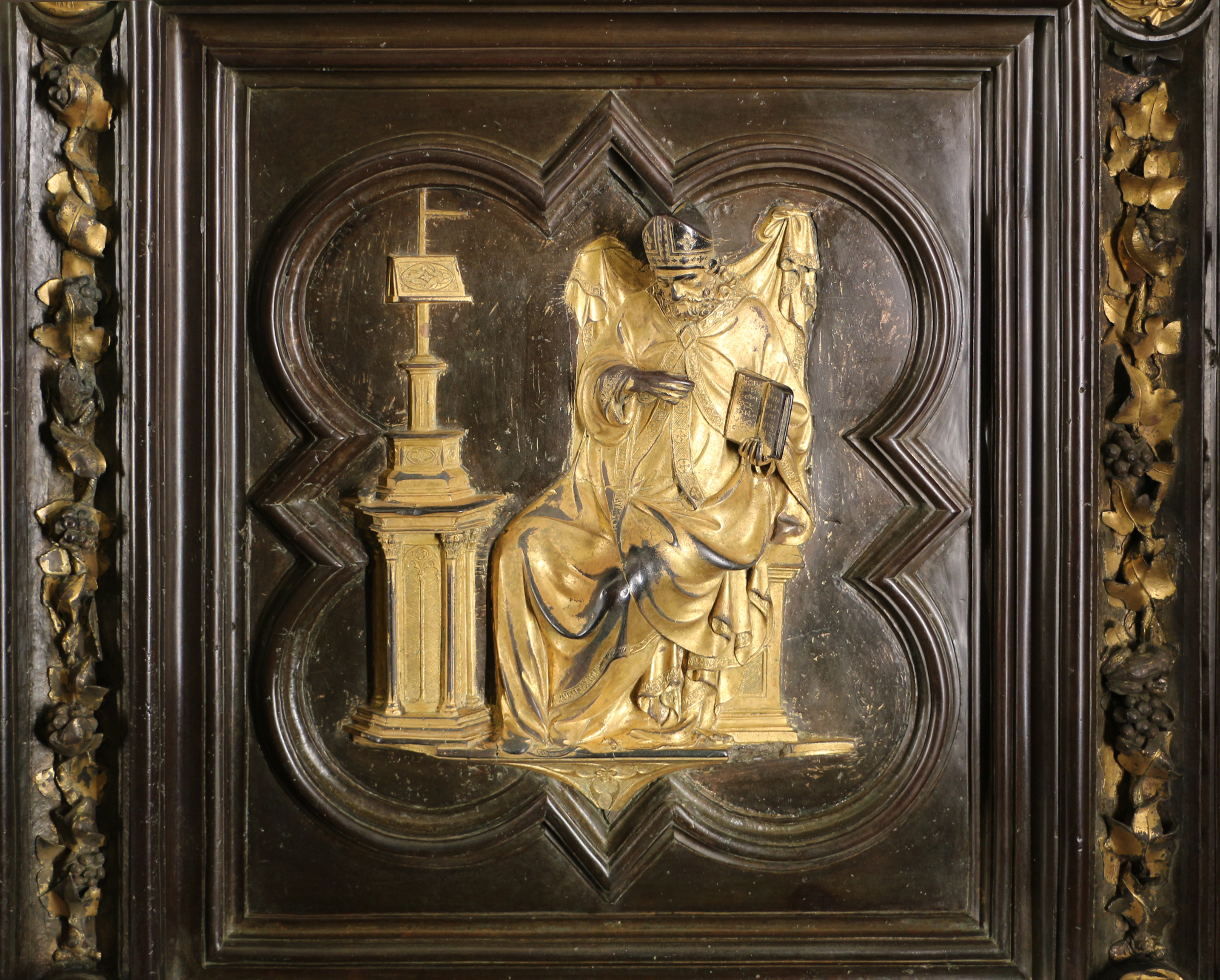
Saint Augustin
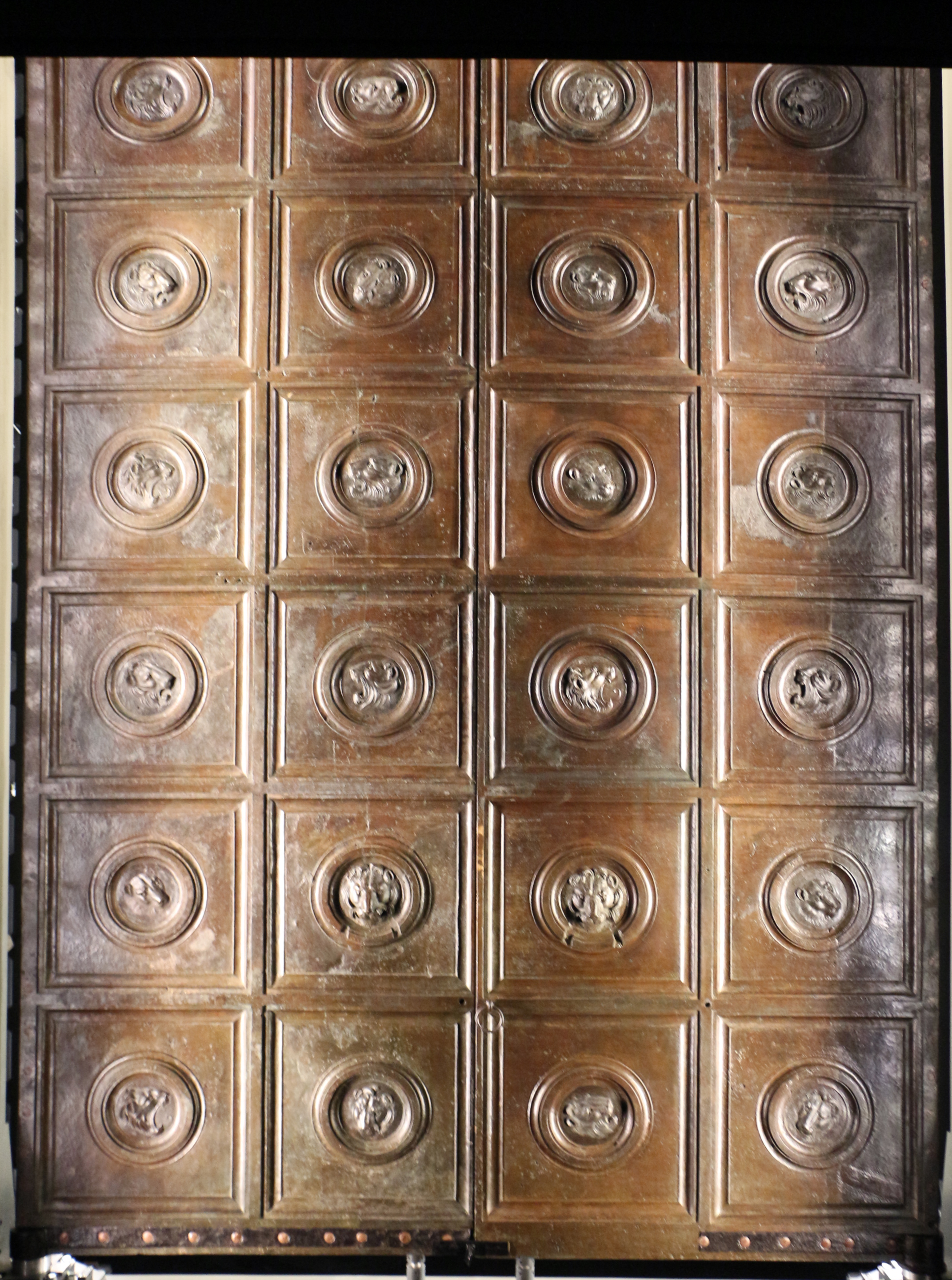
L'envers de la porte, avec des têtes de lions.
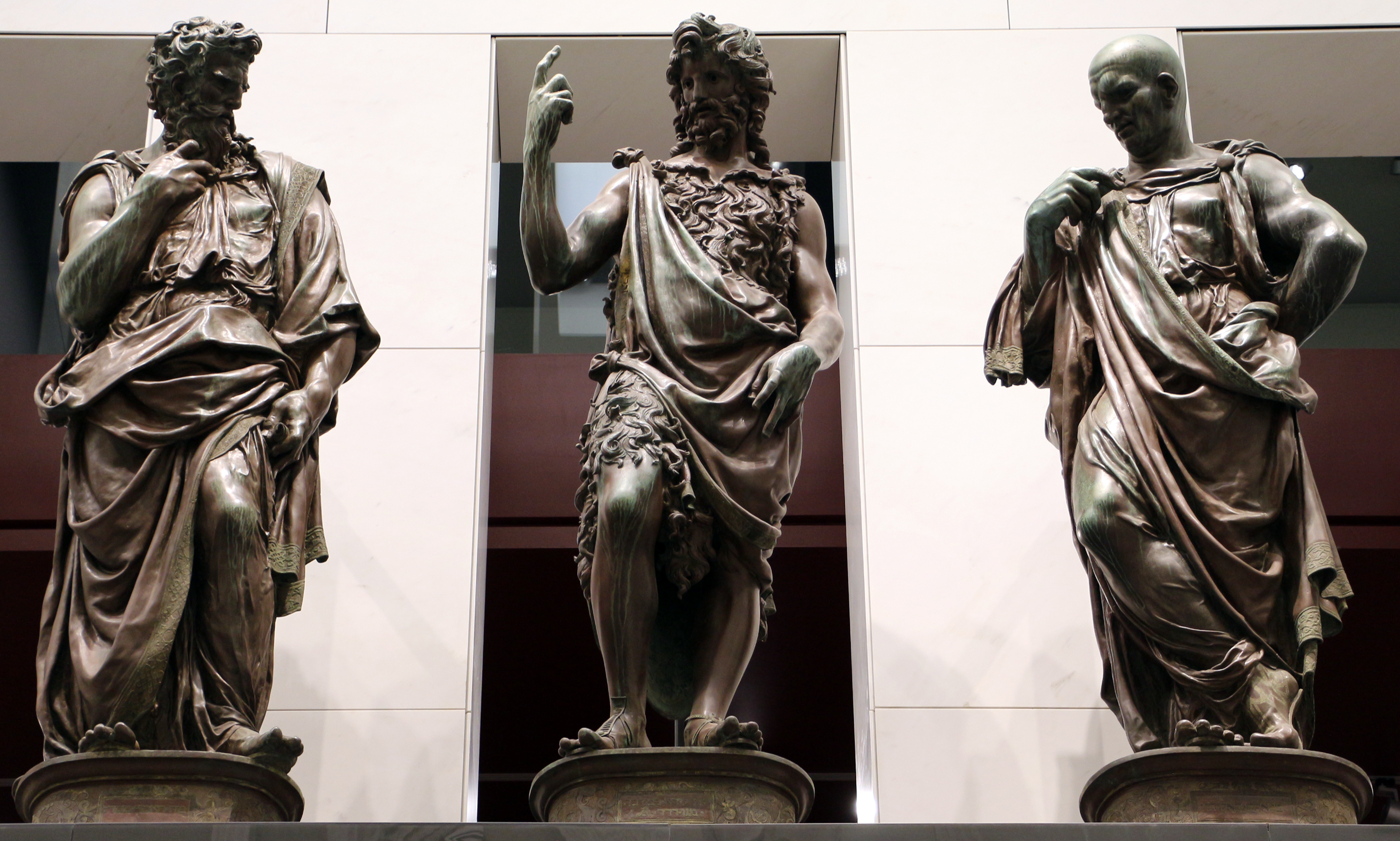
Le Sermon de Jean-Baptiste, de Giovanni Francesco Rustici.

#### La porte du Paradis (1425-1452), par Lorenzo Ghiberti

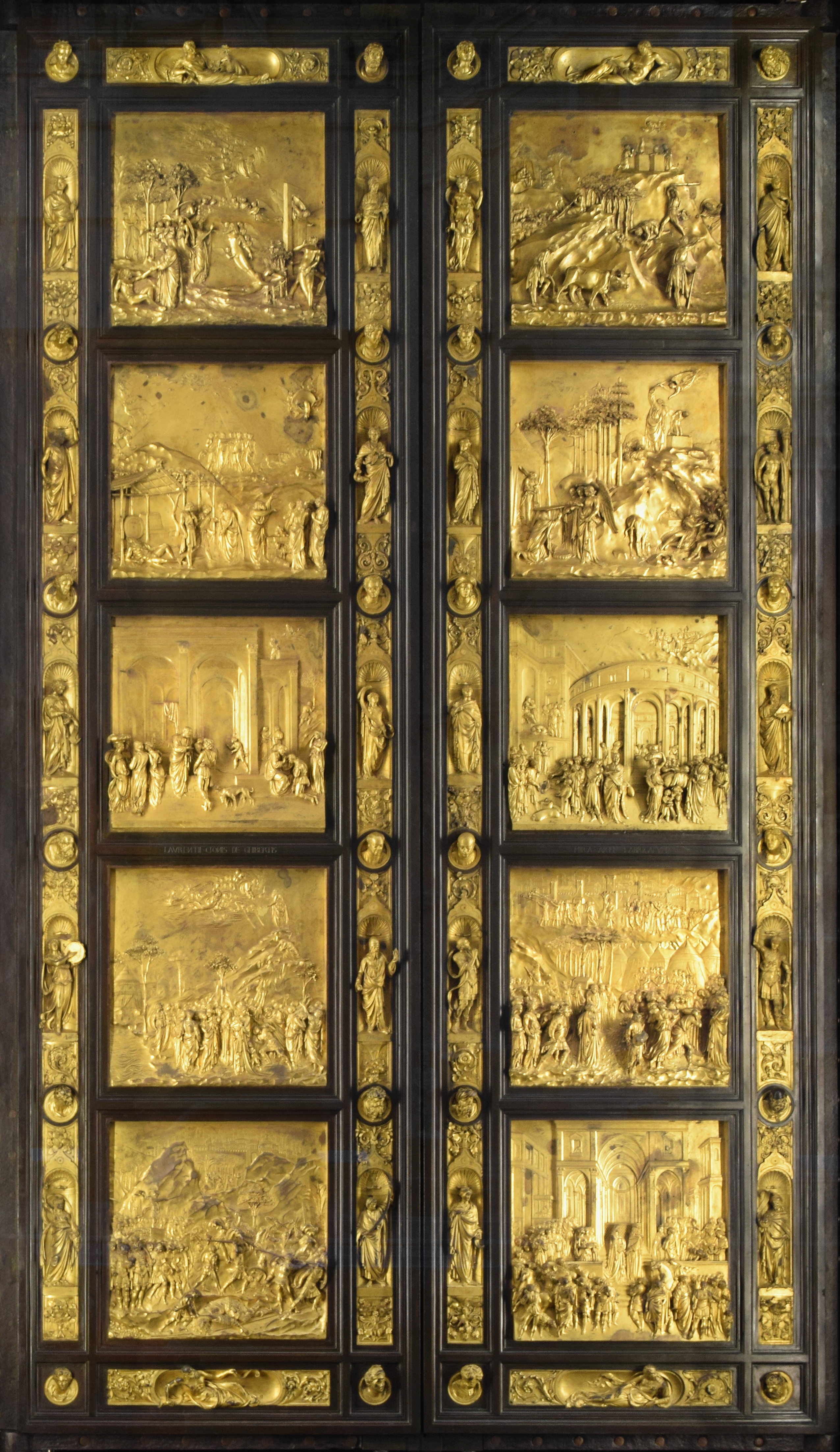
Original de la porte, au Museo dell'Opera del Duomo.

La porte, nommée « porte du Paradis » (Porta del Paradiso) par Michel-Ange, à l'est du baptistère, fait face à la cathédrale Santa Maria del Fiore. Elle a été réalisée par Lorenzo Ghiberti entre 1425 et 1452, avec une importante collaboration de son fils Vittore. Une copie est présentée in situ, tandis que les panneaux originaux, minutieusement restaurés, sont conservés au Museo dell'Opera del Duomo, situé à proximité.
La porte est subdivisée en dix grands carrés, disposés sur cinq rangées, dont chacun, avec des encadrements ornés de cocardes à têtes de prophètes, occupe toute la largeur d'un vantail. Les panneaux montrent des scènes de l'Ancien Testament.
Chaque panneau carré regroupe plusieurs histoires bibliques représentées en même temps. Par rapport à la porte d'Andrea Pisano ou à celle du nord, chaque panneau présente de nombreux épisodes, différenciés par la position et la hauteur du relief (du haut-relief au premier plan au stiacciato en arrière-plan). De cette manière, plus de cinquante scènes en tout sont représentées.
La porte est surmontée du groupe sculptural du Baptême de Jésus d'Andrea Sansovino (1502), avec un ange ajouté par Innocenzo Spinazzi (1792).
La porte est flanquée de deux colonnes de porphyre, actuellement brisées, données par la cité de Pise en remerciement pour l'aide que Florence leur avait apportée contre les infidèles lors d'une expédition aux Baléares en 1115.

Détails de la porte est (porte du Paradis)
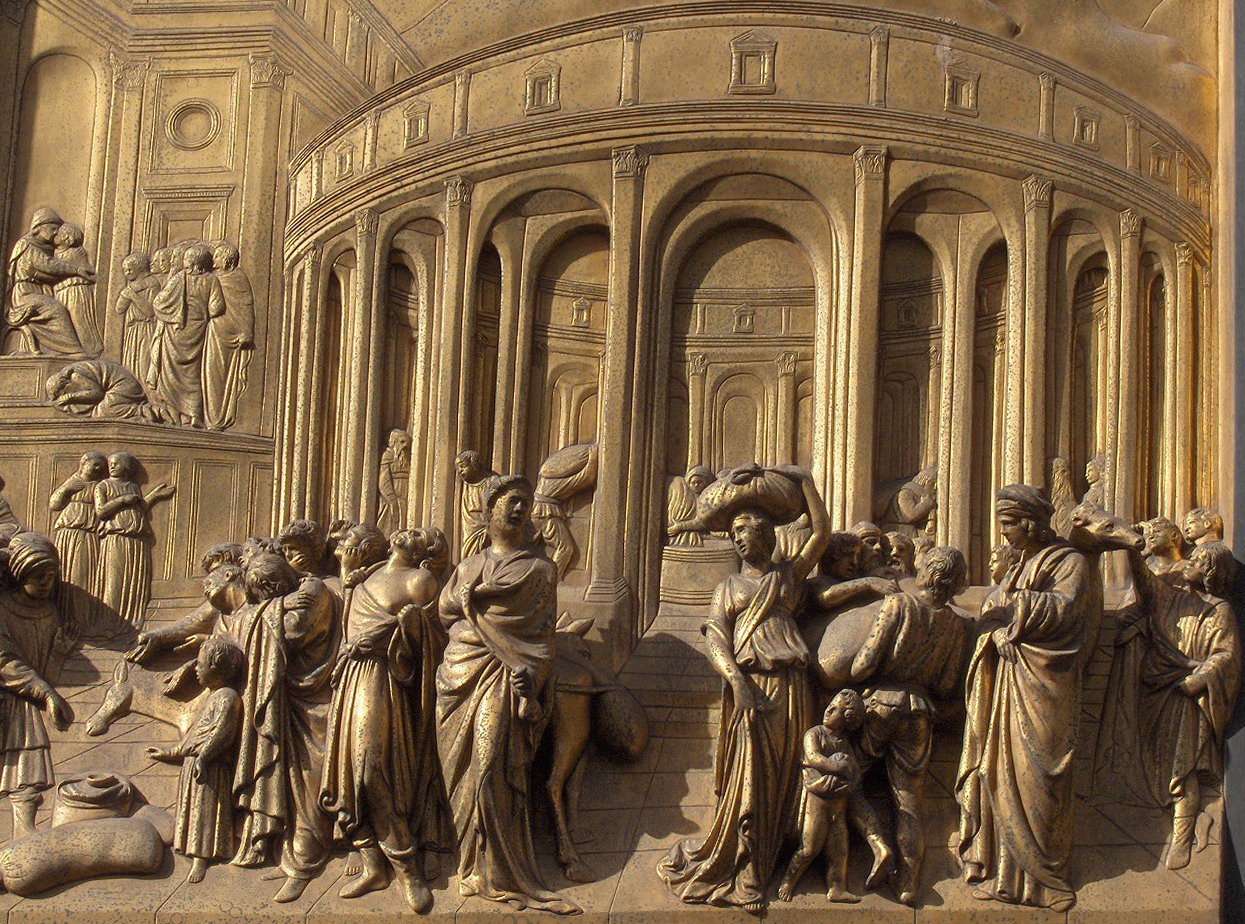
Histoire de Joseph
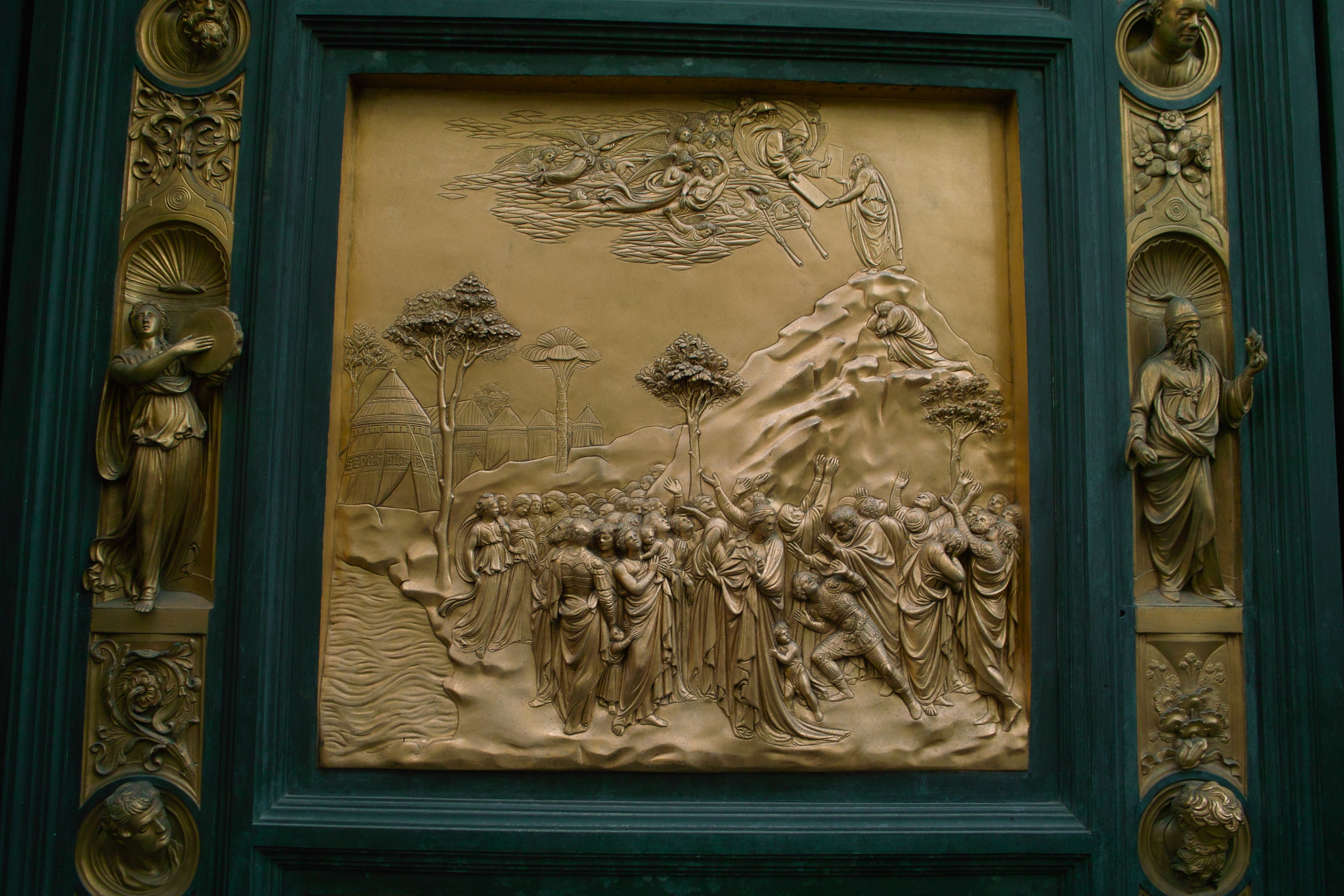
Moïse
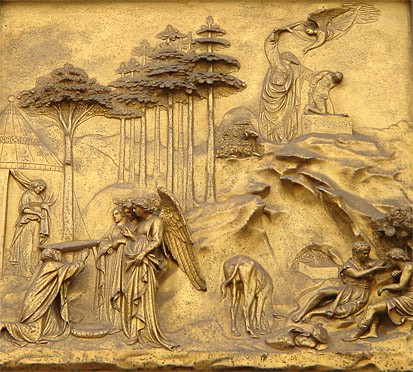
Abraham
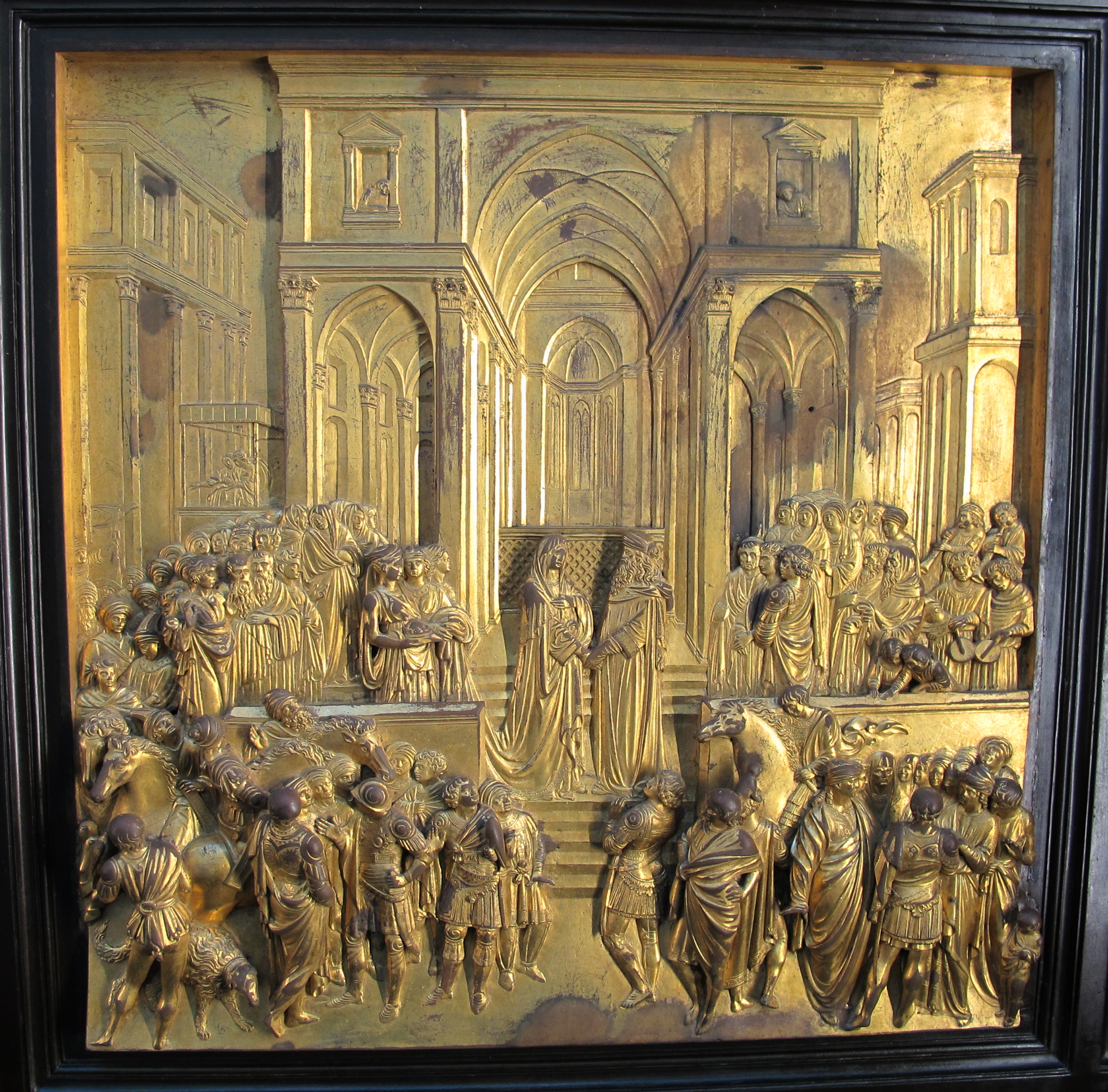
Salomon et la reine de Saba
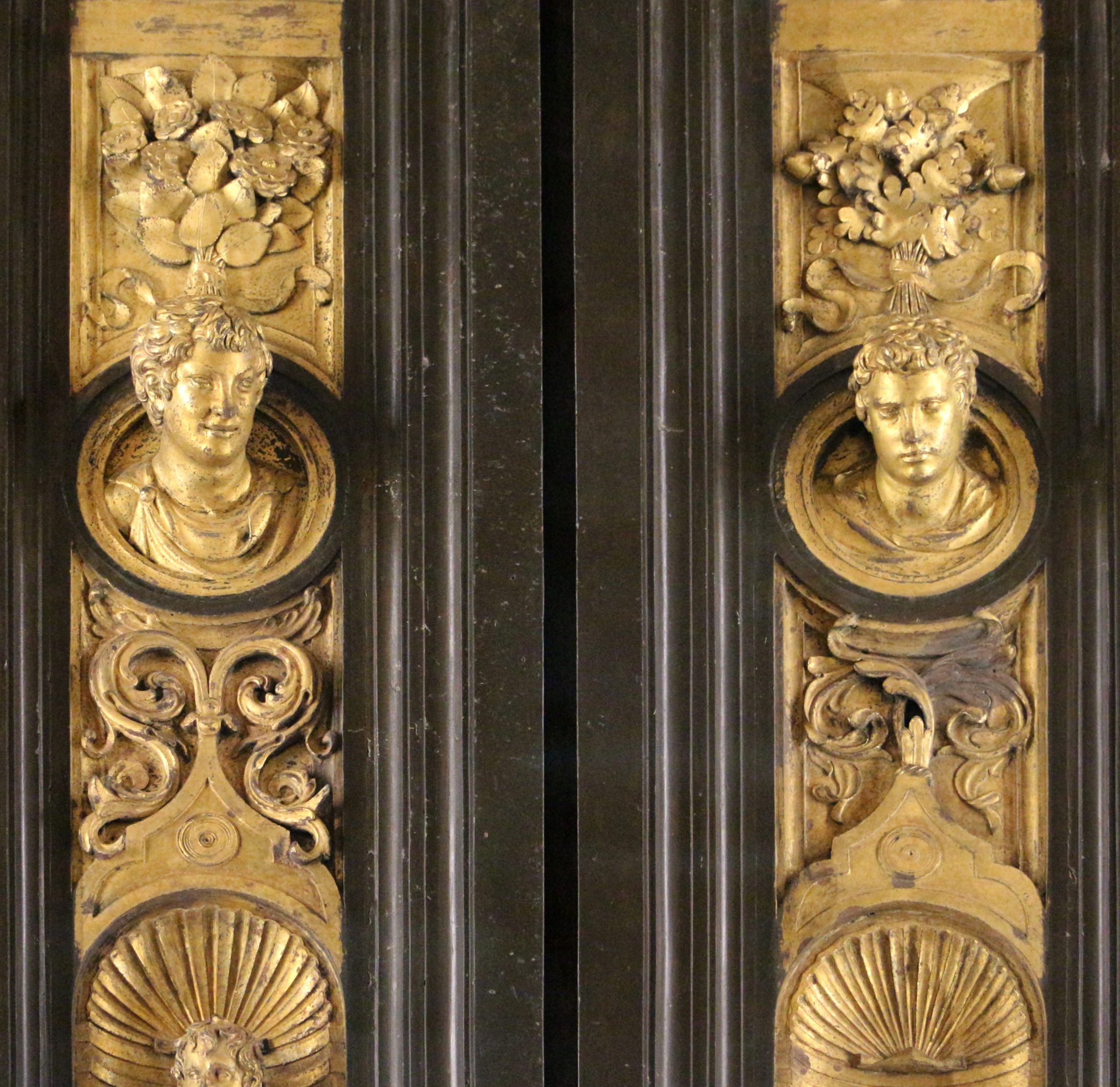
Encadrement, portraits
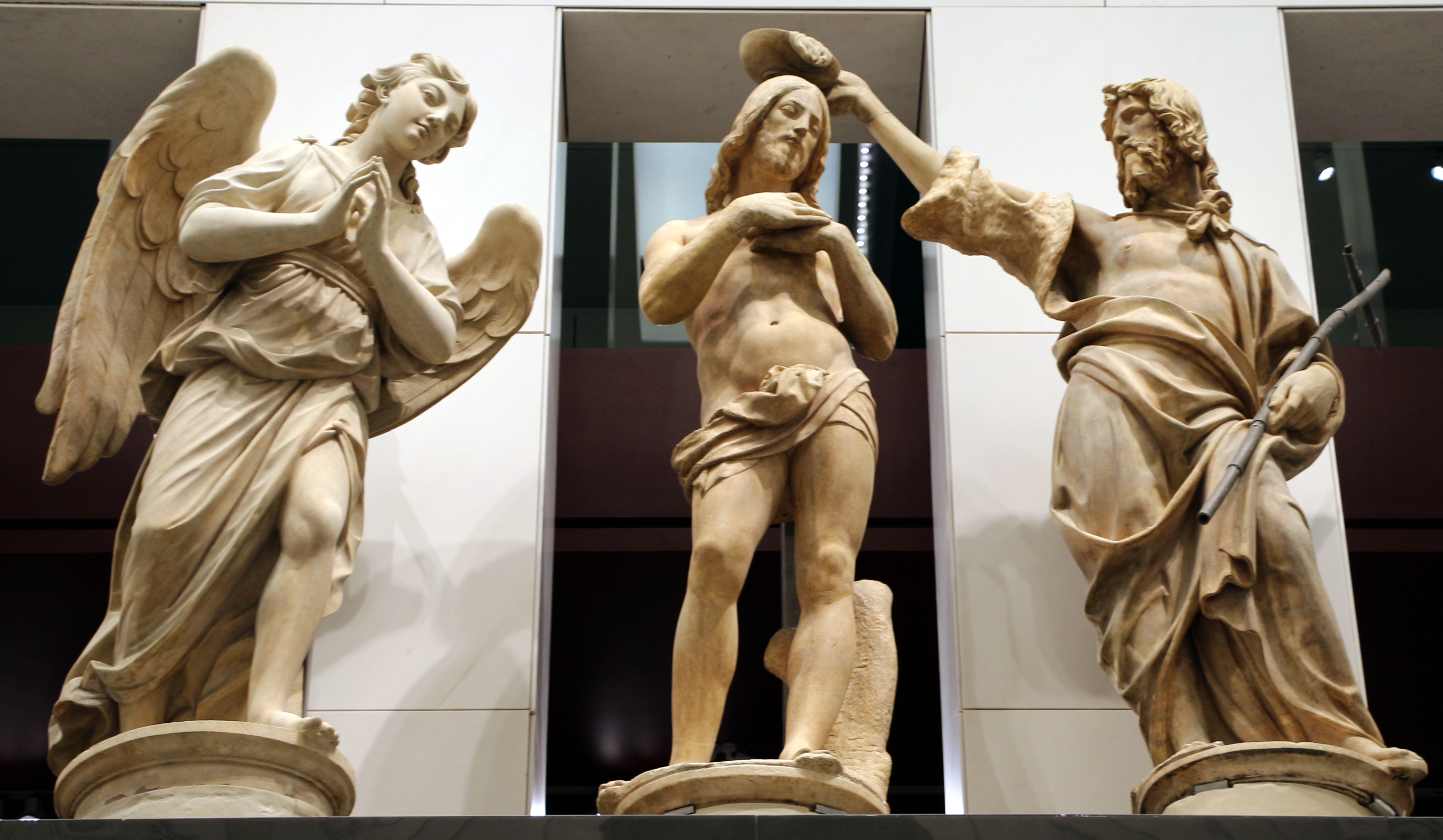
Le Baptême du Christ, par Sansovino.

### Curiosités

#### Les colonnes sarrasines
Sur le baptistère se trouvent quelques éléments qui, indépendamment de la signification religieuse et historique et artistique du monument, racontent des histoires mineures de l'histoire florentine. Adossées à la porte du Paradis, en face de la cathédrale, se trouvent deux colonnes de porphyre, qui furent données par Pise à Florence en remerciement de l'aide offerte contre les Lucquois en 1117, lorsque ces derniers avaient tenté de conquérir la ville portuaire alors que le gros de son armée était engagé dans la prise des Baléares sur les Sarrasins. Une légende populaire prétendait que les colonnes étaient capables de démasquer les voleurs, les faussaires et les traîtres grâce à leur reflet ; mais les Pisans, pour ne pas donner trop d'avantages à la ville amie mais aussi rivale, enfumèrent la surface des colonnes, les privant de leur pouvoir. De là vient le dicton « Florentins aveugles et Pisans traîtres ».

#### Unités de mesure
Sur le côté sud, sur les colonnes des côtés de la porte sud, se trouvent deux rectangles en bas-relief, où figureraient deux mesures de longueur en usage au Haut Moyen Âge : le pied lombard ou « pied de Liutprand » et le pied dit « florentin » (mais il est possible qu'il s'agisse aussi de formes pour l'étalon des tuiles ou des briques).

#### Le sarcophage du marchand de vin
Un peu plus loin, sur le côté sud près de l'abside, on peut voir un sarcophage romain creusé dans la base à l'extérieur , avec une scène de navires et de personnages, probablement une représentation des vendanges et du chargement des tonneaux sur un navire : il devait appartenir à un marchand de vin qui l'exportait également par mer,.

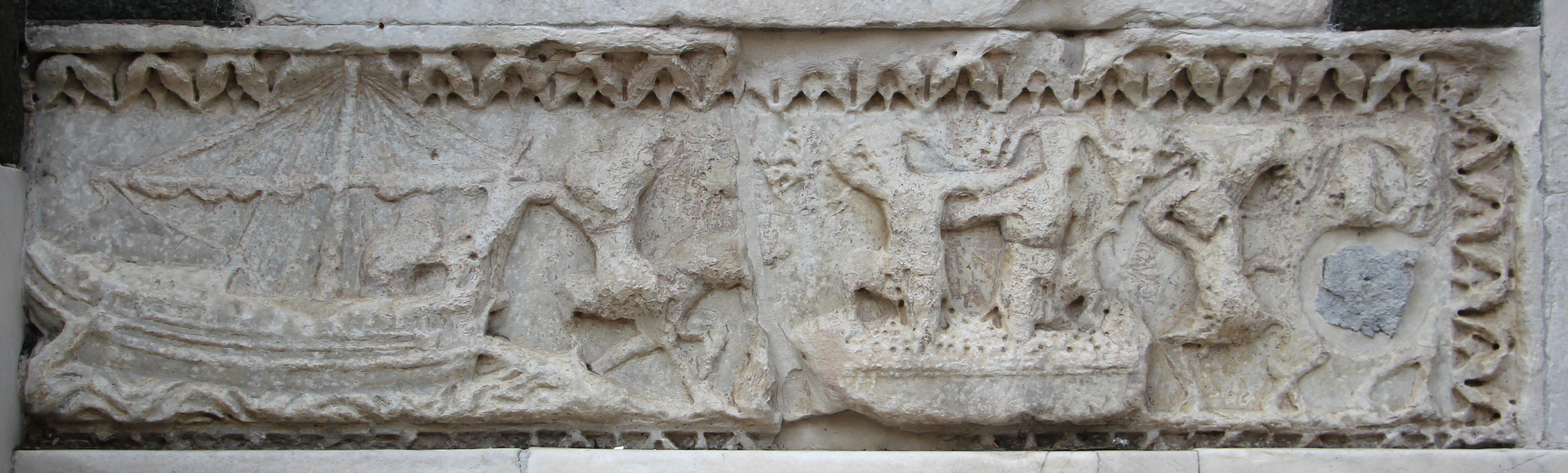
Le sarcophage du marchand de vin.